# Kobresia harae
Kobresia harae là loài thực vật có hoa trong họ Cói. Loài này được Rajbh. & H.Ohba mô tả khoa học đầu tiên năm 1987.